# Hipólito Alves Garcia
Hipólito Alves Garcia, mais conhecido como Vovô Joaquim, (Minas Gerais, 24 de setembro de 1924 — Porto Alegre, 8 de fevereiro de 1969) foi um comunicador e apresentador de programa infantil da televisão brasileira.
O programa "Dozelândia, O Reino da Alegria", exibido na TV Gaúcha (atual RBS TV Porto Alegre) e apresentado pelo Vovô Joaquim no perídodo de 1965-1969 marcou muito a primeira geração juvenil televisiva gaúcha. No programa foram lançados na televisão do Rio Grande do Sul as séries de filmes e seriados Durango Kid, Flash Gordon, Homem Foguete, Batman & Robin (1949), O Aranha-Negra, Império Submarino, Sessão do Pastelão, e desenhos como O Poderoso Hércules, Maguila Gorilla, Wally Gator, Matraca Trica & Fofoquinha, Peter Potamus, além das últimas temporadas dos Flintstones. "Dozelãndia, Reino da Alegria" foi produzido por Antônio Vidal de Negreiros, que trabalhou na Televisões Piratini e Gaúcha, constava também de atrações infantis diversas como canções e danças.
Hipólito Alves Garcia, o saudoso Vovô Joaquim, faleceu precocemente em 08/02/1969 por problemas cardiovasculares na idade de 48 anos, deixando 6 filhos lindos e muitos fãs tristes. Junto com o Palhaço Carequinha, Antonio Gabriel, o Vovô Joaquim foi um marco dos apresentadores infantis da televisão gaúcha, numa época que as diversas emissoras brasileiras tinham uma boa grade de programas regionais.